# Eureka (Kansas)
Eureka település az Amerikai Egyesült Államok Kansas államában, Greenwood megyében, melynek megyeszékhelye is. Lakosainak száma 2332 fő (2020. április 1.).

## Népesség
A település népességének változása:

| 2010 | 2 633 |
| 2020 | 2 332 |